# Coq d'or de la meilleure actrice
Le Coq d'or de la meilleure actrice est une des récompenses cinématographiques les plus prestigieuses de Chine continentale, attribuée par l'Association du cinéma chinois (zh) depuis 1981.

## Palmarès

### Années 1980
- 1981 : Zhang Yu (zh) pour le rôle de Liu Wenying dans Nuit pluvieuse à Bashan et celui de Zhou Jun dans Idylle au mont Lusan 
  - Tian Hua (zh) dans Fa ting nei wai
  - Wang Fuli (zh) pour le rôle de Song Wei dans La Légende des monts Tianyun

- 1982 : Li Xiuming (zh) dans Xu Mao et ses filles 
  - Ren Yexiang (zh) dans Xiang Qing
  - Zhang Yu (zh) dans La Rue étroite[1]

- 1983 : Pan Hong dans Arrivé à l’âge mûr (zh) 
  - Siqin Gaowa (zh) dans Le Pousse-pousse (zh)

- 1984 : Gong Xue (zh) dans Da qiao xia mian 
  - Li Ling (zh) dans Shi liu hao bing fang (zh)

- 1985 : Li Ling (zh) dans Huang shan lai de gu niang 
  - Gu Yongfei dans Lei Yu

- 1986 : Yue Hong (zh) dans Dans les montagnes sauvages (zh) 
  - Fang Shu (zh) dans Le Lever de soleil
  - Xu Lei dans Qiu tian li de chuan tian
  - Zhang Xiaolei dans Xiang si nü zi ke dian

- 1987 : Liu Xiaoqing dans La Ville des hibiscus 
  - Naren Hua (zh) dans La Jeune Fille Xiao Xiao (zh)

- 1988 : Pan Hong dans Le Puits (zh) 
  - Li Kechun dans The Third Party
  - Liu Xiaoqing dans The Wilderness

- 1989 : Xu Shouli (zh) dans The Dead and the Living et To Die Like a Man 
  - Wu Yujuan (zh) dans The Price of Frenzy

### Années 1990
- 1991 : Xi Meijuan (zh) dans Fake Daughter 
  - Lü Liping dans Suffered Passion
  - Ma Xiaoqing dans Good Morning, Beijing

- 1992 : Song Xiaoying (zh) dans Smiles in Candle Light 
  - Ding Yi dans Bell of Purity Temple
  - Zhao Lirong dans The Spring Festival

- 1993 : Gong Li dans Qiu Ju, une femme chinoise 
  - Xu Fan dans After Separation

- 1994 : Pan Hong dans Shanghai Fever 
  - Bai Han dans Metor Love Words
  - Ning Jing dans Red Firecracker, Green Firecracker

- 1995 : Ai Liya dans Ermo 
  - Pu Chaoying dans Women Flowers
  - Xu Fan dans Gone Forever with My Love (Yong shi wo ai)

- 1996 : Song Chunli (zh) dans Jiuxiang 
  - Cao Cuifen dans Gu Er Lei
  - Guo Keyu dans Red Cherry

- 1997 : Yu Hui (zh) dans Xi Lian 
  - Gai Ke dans After Divorce
  - Xi Meijuan dans A Tree

- 1998 : Tao Hong (zh) dans Hei yanjing (zh) 
  - Ai Liya dans A Brilliant Man, Genghis Khan
  - Pan Yu dans Live in Peace and Contentment

- 1999 : Ning Jing (zh) dans Huang he jue lian (zh) 
  - Xu Fan dans Be There or Be Square
  - Yuan Quan dans Shanghai Trial

### Années 2000
- 2000 : Gong Li dans Plus fort que le silence 
  - Danzeng Zhuoga dans Song of Tibet
  - Zhang Ziyi dans The Road Home

- 2001 : Song Chunli (zh) dans Xiang ban yong yuan 
  - Wu Jing dans Home in Shudefang
  - Yuan Quan dans A Love of Blueness

- 2002 : Ni Ping (zh) dans Meili de dajiao (zh) 
  - Tao Hong (zh)b dans Life Show 
  - Naren Hua dans Heavenly Grassland

- 2003 : Yu Nan dans Jing zhe 
  - Jiang Wenli dans My Bitter Sweet Taiwan
  - Li Jia dans Nuan

- 2004 : Zhang Ziyi dans Jasmine Women 
  -  Zheng Zhenyao (zh) dans Shanghai Story 
  - Jiang Qinqin (zh) dans Sister Dictionary
  - Tao Hongb dans Taekwondo

- 2005 : Jin Yaqin (zh) dans Wo men lia (zh) 
  - Li Bingbing dans Waiting Alone
  - Mei Ting dans Aspirin
  - Zhang Jingchu dans Huayao Bride In Shangri-la

- 2007 : Carina Lau dans Hao qi hai si mao (zh) 
  -  Yan Bingyan (zh) dans Ai qing de ya chi 
  - Li Bingbing dans The Knot
  - Rene Liu dans Kidnap
  - Zhu Yuanyuan dans The Forest Ranger

- 2009 : Jiang Wenli (zh) dans Li Chun (zh) 
  - Zhou Xun dans Li Mi De Cai Xiang (zh) 
  - Yao Xingtong dans Zhan Fang
  - Zhang Ziyi dans Mei Lanfang
  - Zhao Wei dans Hua pi

### Années 2010
- 2011[2] : Naren Hua (zh) dans E Ji (en) 
  - Lü Liping dans City Monkey
  - Qian Peiyi dans Sui Sui Qingming
  - Qin Hailu dans The Piano in a Factory
  - Xu Fan dans Aftershock
  - Yan Bingyan dans Close to Me

- 2013[3] : Song Jia (zh) dans Xiao Hong (zh) 
  - Jing Liang dans Son of the Stars
  - Yan Bingyan dans Feng Shui
  - Yang Zishan dans So Young
  - Zhang Ziyi dans The Grandmaster

- 2015[4] : Badema (zh) dans Norjmaa (en) 
  - Lü Zhong dans Red Amnesia
  - Zhao Wei dans Dearest
  - Tang Wei dans The Golden Era
  - Xu Fan dans When a Peking Family Meets Aupair

- 2017[5] : Fan Bingbing dans I Am Not Madame Bovary 
  - Bai Baihe dans Chasseur de monstres
  - Yan Ni (zh) dans Ban qian
  - Song Jia (zh) dans Lu Yao zhi Ma Li
  - Zhou Dongyu dans Qi yue yu an sheng (zh)

- 2019 : Yong Mei dans So Long, My Son 
  - Bai Baihe dans Ma Ge shi zuo cheng (zh)
  - Yao Chen (zh) dans Song wo shang qing yun (zh)
  - Ma Yili (zh) dans Zhao dao ni (zh)
  - Zhou Dongyu dans Us and Them
  - Zhao Xiaoli (en) dans Vivre et Chanter

- 2020 : Zhou Dongyu dans Shaonian de ni 
  - Tan Zhuo (zh) dans Sheep Without a Shepherd
  - Zhu Xijuan (zh) dans Kong·chao
  - Liu Yan dans Shou yi ren (zh)
  - Ren Suxi (zh) dans Ban ge xi ju (zh)

- 2021 : Zhang Xiaofei (zh) dans Ni hao, Li Huanying

- 2022 : Xi Meijuan (zh) dans Mama (zh)

- 2023 : He Saifei (zh) dans Zhui yue

- 2024 : Li Gengxi (zh) dans Viva la vida (ja)

### Par nombre de titres
- 2 Coqs d'or :
  - Gong Li
  - Song Chunli
  - Xi Meijuan

- 3 Coqs d'or :
  - Pan Hong

### Par nombre de nominations
2 nominations
- Zhang Yu
- Li Ling
- Liu Xiaoqing
- Xi Meijuan
- Ai Liya
- Ning Jing
- Gong Li
- Song Chunli
- Yuan Quan
- Tao Hongb
- Li Bingbing
- Jiang Wenli
- Lü Liping
- Zhao Wei

3 nominations
- Pan Hong
- Naren Hua
- Yan Bingyan

4 nominations
- Zhang Ziyi

5 nominations
- Xu Fan